# Adler von Lübeck
La Adler von Lübeck, nota anche come Der Große Adler (l'"aquila di Lubecca" o "la grande aquila") era una nave da guerra del XVI secolo della città anseatica di Lubecca, in Germania. L'Adler era al tempo la nave più grande del mondo, misurando 78,30 m di lunghezza e di 2-3000 tonnellate di stazza.
Il galeone da guerra fu costruita da Lubecca durante la Guerra nordica dei sette anni per accompagnare il suo convoglio di navi mercantili nel Mar Baltico e Mare del Nord. Tuttavia, l'Adler non è mai stato messo in azione, dal momento che Lubecca aveva già iniziato negoziati di pace con la Svezia al momento del completamento della nave. Dopo il Trattato di Stettino del 1570, la nave venne trasformata in una nave da carico per il commercio con la penisola iberica. La nave è stata smantellata nel 1588 dopo venti anni di servizio.